# سلسلة جبال أبو الخطار
سلسلة جبال أبو الخطَّار أو (نقحرة: سييرا البُجاتا) هي سلسلة جبال في جنوب إسبانيا في الأندلس. وهي تقع بين سلسلة جبال البيضاء (بلانكا) وسلسلة جبال مِخَاس .